# Prototxni (Krasnodar)
|  | Per a altres significats, vegeu «Prototxni». |

Prototxni - Проточный (rus) és un possiólok del krai de Krasnodar, a Rússia. Es troba a la vora esquerra del Bélaia, afluent del riu Kuban. És a 13 km al nord-oest de Belorétxensk i a 61 km al sud-est de Krasnodar.
Pertany al possiólok de Pervomaiski.